# جون راسيل (منافس ألعاب قوى)
جون راسيل (بالإنجليزية: John Russell) هو منافس ألعاب قوى أسترالي، ولد في 4 فبراير 1932.

## وصلات خارجية
- جون راسيل على موقع أوليمبيديا (الإنجليزية)